# 小行星5343
小行星5343（英語：5343 Ryzhov）是一颗围绕太阳公转的小行星。1977年9月23日，尼古拉·切爾尼赫在克里米亚发现了此天体。
这颗小行星的绝对星等为338.7588016468345等。